# Sukces (film)
Sukces – polski film fabularny z 2003 roku. Zdjęcia rozpoczęto we wrześniu 2001. Plenery: Warszawa, Nowy Dwór Mazowiecki.

## Obsada
- Krzysztof Banaszyk - Marek Późny
- Aldo Vargas - Winnetou
- Sylwia Laux - nauczycielka
- Ewa Bukowska - Marta
- Maciej Łagodziński - Marek Późny w wieku 8 lat
- Mateusz Połatyński - Marek Późny jako nastolatek
- Aleksander Mikołajczak - ojciec Marka
- Ewa Serwa - matka Marka
- Katarzyna Gajdarska - druhna
- Arkadiusz Janiczek - Maciej, kolega Marka
- Przemysław Kulesza - Maciej, kolega Marka w dzieciństwie
- January Brunov - Tomasz Burzyński, reżyser
- Bartosz Opania - Wiktor
- Maciej Marcinkowski - charakteryzator / sufler
- Lech Wojciechowski - garderobiany / portier
- Marek Zarzycki - fryzjer
- Piotr Prokop - osiłek
- Krystyna Świderska - garderobiana
- Wojciech Siemion - profesor szkoły teatralnej
- Małgorzata Majewska - studentka szkoły teatralnej
- Wojciech Pieńkowski - dyrektor teatru
- Aleksandra Wąsowicz - matka niemowlęcia, czyli Marka Późnego
- Dorota Kamińska - Natalia Szapnik